# Africactenus decorosus
Africactenus decorosus là một loài nhện trong họ Ctenidae.
Loài này thuộc chi Africactenus. Africactenus decorosus được Arts miêu tả năm 1912.